# Son of the Beach
"Son of the Beach" é uma sitcom americana que foi ao ar em 2000-2002 na rede FX. A série era uma paródia de Baywatch, com grande parte da comédia da série baseada em piadas sexuais, insinuações e coisas do género. A piada do chefe é que o personagem do David Hasselhoff é, ao invés, em média, barrigudo, careca,e fora de forma  mas tratado exatamente como um homem atraente. O apresentador Howard Stern do Talk Radio foi um dos produtores executivos.

## Sinopse
O show é centrado nas aventuras da 'Shore Patrol Force 30 (SPF 30, um trocadilho com o termo Sun Protection Factor), liderado pelo pastoso, fora de forma, e sem pistas Notch Johnson. O resto de sua patrulha é composta por BJ Cummings (a salva-vidas a burra, branca, com grande peito), Jamaica St. Croix (A burra, Africana-Americana, de peito grande), Chip Rommel (o burro, peitudo, masculino musculoso salva-vidas que é uma óbvia paródia de Arnold Schwarzenegger) Kimberlee Clark (a inteligente, peito feminino, e cabeça certa da série). Muitos dos episódios girava em torno de gênero de acção, clichés bobos e paródias de filmes, com muitos dos papéis recorrentes interpretados por actores e celebridades como Mark Hamill, Alan Thicke, Erik Estrada, Gary Coleman, John Salley, Joey Buttafuoco, Patty Hearst, Adam Carolla, Hank the Angry Drunken Warf, George Takei, Walter Koenig, Pat Morita, Anson Williams, Christopher Darden, Maureen McCormick, Lee Majors, David Arquette, Musetta Vander, Angelica Bridges, Ian Ziering, RuPaul, e Dweezil Zappa.
O título é um trocadilho com a expressão "son of a bitch" (em português: "Filho da puta"). Da mesma forma, os nomes de personagens estão cheios de trocadilhos e insinuações. Porcelain Bidet, BJ Cummings, Jamaica, St. Croix, Anita Massengil e Notch Johnson todos se referem a algum tipo de duplo sentido, enquanto Chip Rommel refere-se à "Raposa do Deserto", mais pontuando o fato de que o personagem é alemão, os pais dele serem "O Rommels do Paraguai" - A América do Sul era um refúgio para as caçadas nazistas no final da Segunda Guerra Mundial. O nome Kimberlee Clark é um trocadilho com a empresa Kimberly-Clark, fabricante de produtos de papel, como lenços de papel e absorventes.

## Episódios

### 1ª Temporada (2000)
| Data                   | Episódio                      |
| ---------------------- | ----------------------------- |
| 14 de Março de 2000    | With Sex You Get Eggroll      |
| 21 de Março de 2000    | Silence of the Clams          |
| 28 de Março de 2000    | In the G-Hetto                |
| 4 de Abril de 2010     | Love, Native-American Style   |
| 11 de Abril de 2000    | Two Thongs Don't Make a Right |
| 18 de Abril de 2010    | Fanny and the Professor       |
| 1 de Agosto de 2000    | Eat My Muffin                 |
| 8 de Agosto de 2000    | Miso Honei                    |
| 15 de Agosto de 2000   | South of Her Border           |
| 22 de Agosto de 2000   | Day of the Jackass            |
| 29 de Agosto de 2000   | A Star Is Boned               |
| 5 de Setembro de 2000  | Attack of the Cocktopuss      |
| 12 de Setembro de 2000 | Mario Putzo's 'The Last Dong' |

### 2ª Temporada (2001)
| Data                | Episódio                            |
| ------------------- | ----------------------------------- |
| 13 de Março de 2001 | BJ Blue Hawaii                      |
| 20 de Março de 2001 | From Russia, with Johnson           |
| 27 de Março de 2001 | Remember Her Titans                 |
| 3 de Abril de 2001  | Rod Strikes Back                    |
| 10 de Abril de 2001 | Queefer Madness                     |
| 17 de Abril de 2001 | Light My Firebush                   |
| 23 de Abril de 2001 | Chip's a Goy                        |
| 28 de Maio de 2001  | A Tale of Two Johnsons              |
| 5 de Junho de 2001  | It's a Nude, Nude, Nude, Nude World |
| 12 de Junho de 2001 | It's Showtime at the Apollo 13!     |
| 19 de Junho de 2001 | The Island of Dr. Merlot            |
| 26 de Junho de 2001 | The Sexorcist                       |
| 3 de Julho de 2001  | Grand Prix                          |
| 10 de Julho de 2001 | Area 69                             |
| 17 de Julho de 2001 | Booger Nights                       |

### 3ª Temporada (2002)
| Data                   | Episódio                     |
| ---------------------- | ---------------------------- |
| 18 de Junho de 2002    | Penetration Island           |
| 25 de Junho de 2002    | Saturday Night Queefer       |
| 2 de Julho de 2002     | In the Line of Booty         |
| 9 de Julho de 2002     | Three Days of the Condom     |
| 16 de Julho de 2002    | Witness for the Prostitution |
| 23 de Julho de 2002    | The Gay Team                 |
| 30 de Julho de 2002    | You Only Come Once           |
| 6 de Agosto de 2002    | Hamm Stroker's Suck My Blood |
| 13 de Agosto de 2002   | Godfather Knows Best         |
| 20 de Agosto de 2002   | Empty the Dragon             |
| 27 de Agosto de 2002   | The Long Hot Johnson         |
| 17 de Setembro de 2002 | Taco Lips Now: Part 1        |
| 24 de Setembro de 2002 | Jailhouse Notch: Part 2      |
| 1 de Outubro de 2002   | Bad News, Mr. Johnson        |

## Lançamento em DVD
"Son of the Beach: Volume 1" foi lançado em 29 de abril de 2003, contendo os primeiros 21 episódios da série (com o episódio da 2ª Temporada "A Tale of Two Johnsons"). O DVD também contém o comentário do escritor / diretor / elenco sobre os episódios selecionados, apresentações de Timothy Stack como Notch Johnson, quente demais para montagens de TV, por trás das cenas, featurettes, outtakes, e spots televisivos.
"Son of the Beach: Volume 2" foi lançado em 11 de novembro de 2008 e contém os restantes 21 episódios da série, bem como material bônus, como introduções do menu novo por Timothy Stack como Notch Johnson, filmagens de bastidores, comentários pelos criadores da série, montagem sexy, fitas de audição e uma tabela de Son of the Beach.